# Rie Rasmussen
Rie Rasmussen   (Copenhaguen, 14 de febrer de 1976) és una actriu, directora, guionista, fotògrafa i model danesa. És coneguda pels seus papers interpretatius a les pel·lícules Femme fatale (2002) i Angel-A (2005).

## Trajectòria
Rasmussen va créixer en una família extensa danesa amb vuit germans i germanes. Va ser descoberta per un vistaire de models a l'edat de 15 anys mentre estava de vacances familiars a Nova York, ciutat a què es va traslladar des de Dinamarca poc després. El seu somni inicial era ser animadora de pel·lícules de Disney.
Més tard es va traslladar a Califòrnia, on va assistir a l'escola de cinema Hollywood Film Institute com a guionista i directora, on va fer amistat amb els cineastes Owen Wilson i Wes Anderson.

## Cinema
El seu debut a la indústria cinematogràfica va arribar l'any 2001, quan va ser recomanada per la seva amiga actriu Rebecca Romijn per al paper de la model Veronica al thriller eròtic Femme fatale. Rasmussen va rebre el paper després que el director Brian De Palma quedés impressionat pels relats que havia escrit sobre les seves experiències vitals.
Després de Femme fatale, Rasmussen es va acostar al director francès Luc Besson amb una pel·lícula que ella volia produir. Després de rebutjar inicialment la idea, Besson finalment va produir el primer curtmetratge de Rasmussen Thinning the Herd, que es va projectar en competició al 57è Festival Internacional de Cinema de Canes de 2004 i va optar a la Palma d'Or al millor curtmetratge. El mateix any va escriure i dirigir el seu segon curtmetratge, Il vestito, que es va presentar al Taormina Film Fest. L'any següent va ser elegida per Luc Besson per a Angel-A, el seu primer paper protagonista en un llargmetratge en què interpreta un àngel que salva un parisenc suïcida.
El 2009 va escriure, dirigir, produir i protagonitzar el seu primer llargmetratge, Human zoo. Es basa lliurement en la història de la seva germana vietnamita adoptada i la seva lluita per adquirir la ciutadania. Amb el teló de fons de la Guerra de Kosovo, Rasmussen interpreta una refugiada que viu il·legalment a Marsella. La pel·lícula destaca els problemes de la immigració i es desenvolupa en una estructura narrativa no lineal amb escenes d'extrema violència. Rasmussen va rodar amb el director de fotografia francès Thierry Arbogast, que va havia treballat a Femme fatale i Angel-A. Human zoo va ser seleccionat per al 59è Festival Internacional de Cinema de Berlín de 2009, on va inaugurar la secció Panorama i va ser seleccionat per Quentin Tarantino per a la reobertura del New Beverly Cinema de Los Angeles.

## Moda
El paper de Rasmussen a Femme fatale va cridar l'atenció del mon de la moda i va ser escollida com a imatge de Gucci pel director Tom Ford. El seu debut en aquest àmbit havia estat modelant per a Victoria's Secret el 2001. Al llarg de la seva trajectòria ha treballat amb empreses com Donna Karan, Yves Saint Laurent, Dolce & Gabbana i Fendi. Rasmussen considera la seva carrera de model com una experiència valuosa en la seva carrera com a fotògrafa de moda. Mentre treballava com a model va continuar escrivint guions i relats, i va dirigir vídeos de surf i skate.

## Art
Rasmussen és un artista visual i fotògrafa. Les seves peces d'oli sobre tela són celebracions eròtiques de la forma humana. El seu llibre d'art i fotografia, Grafiske Historier es va publicar l'any 2006 amb el pseudònim de Lilly Dillon (un personatge de la novel·la The Grifters de Jim Thompson. La major part del seu treball publicat a Grafiske Historier és de la seva època com a model. Com a fotògrafa, les seves imatges han estat publicades a revistes com Vogue Italia i Vogue Paris, entre d'altres. Ha citat els fotògrafs Guy Bourdin, Richard Avedon, Peter Lindbergh, Steven Klein, Steven Meisel i Robert Mapplethorpe com a influències.
Rasmussen és bisexual. El 2010 va acusar públicament el fotògraf de moda Terry Richardson d'explotar models joves.